# 莱塞萨尔勒鲁瓦
莱塞萨尔勒鲁瓦（法語：Les Essarts-le-Roi，法語發音：[lez‿esaʁ lə ʁwa] ⓘ）是法国中北部法兰西岛大区伊夫林省的一个市镇，属于朗布依埃区。 

## 地理
莱塞萨尔勒鲁瓦（48°43'0"N, 1°53'40"E）面积19.32 平方千米，位于法国法蘭西島大區伊夫林省，该省份为法国北部内陆省份，北起瓦兹河谷省，西接厄尔省，西南接厄尔-卢瓦省，东南接埃松省，东临上塞纳省。
与莱塞萨尔勒鲁瓦接壤的市镇（或旧市镇、城区）包括：欧法日斯、莱布雷维艾尔、夸尼耶尔、伊夫林地区当皮埃尔、伊夫林地区勒佩赖、圣雷米洛诺雷、桑利斯。
莱塞萨尔勒鲁瓦的时区为UTC+01:00、UTC+02:00（夏令时）。

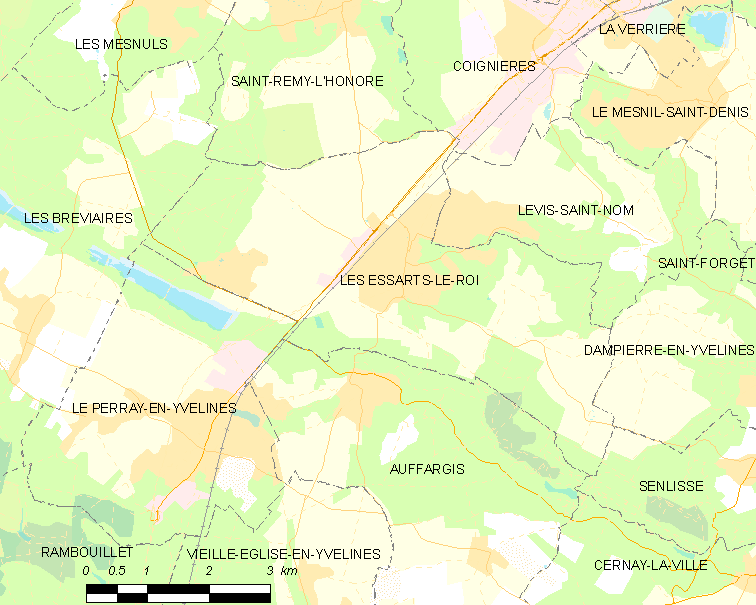
莱塞萨尔勒鲁瓦的OSM定位图

## 行政
莱塞萨尔勒鲁瓦的邮政编码为78690，INSEE市镇编码为78220。

## 政治
莱塞萨尔勒鲁瓦所属的省级选区为朗布依埃县。

## 人口

1962-2008年间莱塞萨尔勒鲁瓦人口变化图示

莱塞萨尔勒鲁瓦于2022年1月1日时的人口数量为6772人。